# Saltusaphis lasiocarpae
Saltusaphis lasiocarpae är en insektsart som först beskrevs av Ossiannilsson 1953. Enligt Catalogue of Life ingår Saltusaphis lasiocarpae i släktet Saltusaphis och familjen långrörsbladlöss, men enligt Dyntaxa är tillhörigheten istället släktet Saltusaphis och familjen borstbladlöss. Arten är reproducerande i Sverige. Inga underarter finns listade i Catalogue of Life.